# Bis(2-ethylhexyl)peroxydicarbonat
Bis(2-ethylhexyl)peroxydicarbonat [auch Di(2-ethylhexyl)peroxydicarbonat, DEHPC] ist ein Diester der hypothetischen Peroxydikohlensäure. Die Verbindungen mit der allgemeinen Struktur R-OC(O)OO-(O)CO-R mit einer verzweigten 2-Ethylhexyl-Gruppe (Isooctyl-Gruppe) als R besitzen technische Bedeutung und liegen in der Regel als Stoffgemisch vor. 
DEHPC wird als Radikalstarter für die Polymerisation – z. B. von Vinylchlorid zu PVC – und für die Vernetzung von z. B. Polypropylen eingesetzt.

## Isomerie

Stoffgemisch: Stereoisomere von DEHPC.

DEHPC besitzt je ein Stereozentrum an jeder Verzweigungsstelle der beiden 2-Ethylhexylreste, somit gibt es drei DEHPC-Stereoisomere:
- (R,R)-DEHPC,
- (S,S)-DEHPC und
- meso-DEHPC.

In der Technik wird DEHPC praktisch ausschließlich als Gemisch dieser drei Stereoisomeren eingesetzt. In der Regel haben derartige Stereoisomere unterschiedliche physiologische und somit auch toxikologische Eigenschaften.

## Vorkommen und Darstellung
Peroxydicarbonate sind thermisch instabile Peroxide und durch Acylierung von Wasserstoffperoxid mit Chlorameisensäureestern zugänglich. Bei der Reaktion eines Gemisches von 2-Ethylhexylchlorformiat (aus 2-Ethylhexanol und Phosgen einfach zugänglich) und verdünnter Wasserstoffperoxid-Lösung in Isopropanol mit verdünnter Natronlauge bei 15 °C wird Bis(2-ethylhexyl)peroxydicarbonat in 99,3-prozentiger Ausbeute erhalten.
Die Reaktion wurde auch nach dem Verfahren der Mikroreaktionstechnik durchgeführt und liefert ähnlich hohe Ausbeuten.

## Eigenschaften
Bis(2-ethylhexyl)peroxydicarbonat ist eine klare farblose Flüssigkeit mit beißendem Geruch, die in Wasser unlöslich ist und schnell zu 2-Ethylhexanol hydrolysiert.
DEHPC ist in vielen organischen Lösungsmitteln, u. a. auch Mineralöl – in der technischen Literatur als OMS (engl. odourless mineral spirits) bezeichnet – oder Phthalsäureestern löslich.
Als Peroxoverbindung enthält DEHPC ca. 4,48 Gewichtsprozent Aktivsauerstoff und hat eine so genannte selbst beschleunigende Zersetzungstemperatur (SADT, self accelerating decomposition temperature) von ca. 0 °C bzw. ca. 10 °C. Die SADT ist die tiefste Temperatur, bei der innerhalb einer Woche selbst beschleunigende Zersetzung in der Transportverpackung auftreten kann und die bei Lagerung und Transport nicht überschritten werden darf. DEHPC sollte daher unter −15 °C bzw. −20 °C gelagert werden. Verdünnung mit hochsiedenden Lösungsmitteln erhöht die SADT.
Die Halbwertszeit von DEHPC, bei der 50 % des Peroxydi-carbonats zersetzt sind, beträgt 10 Stunden bei 47 °C, eine Stunde bei 64 °C und 0,1 Stunden bei 83 °C und ist damit erheblich kürzer als bei dem Perester tert-Butylperoxybenzoat.
Amine, Übergangsmetallionen, starke Säuren und Basen, starke Reduktions- und Oxidationsmittel, sowie Rost und Staub beschleunigen bereits in geringen Konzentrationen die Zersetzung von DEHPC. Die Hauptzerfallsprodukte von DEHPC sind Kohlendioxid und 2-Ethylhexanol.
Zugabe von ungesättigten Carbonylverbindungen, wie z. B. Ethylsorbat, Furan-2-carbonsäuremethylester oder Ethylcinnamat als Stabilisatoren erhöhen die SADT auf bis zu > 10 °C.

## Anwendungen
Bis(2-ethylhexyl)peroxydicarbonat findet Verwendung als Radikalstarter, der die Polymerisation von Monomeren zu Polymeren, wie z. B. von Ethylen zu LDPE, Vinylchlorid (VCM) zu Polyvinylchlorid (PVC), Vinylidenchlorid zu Polyvinylidenchlorid, Styrol zu Polystyrol oder Acrylsäureestern zu Polyacrylaten bzw. Methacrylsäureestern zu Polymethacrylaten und deren Copolymeren initiiert.
Die Polymerisation von VCM zu PVC kann sowohl als Substanzpolymerisation als auch als Suspensionspolymerisation bei Temperaturen von 45–60 °C und Initiatordosen von 0,02–0,1 % ausgeführt werden. Für eine gleichmäßigere Polymerisation und vollständigen Monomerumsatz werden Kombinationen von Bis(2-ethylhexyl)peroxydicarbonat mit thermisch stabileren Peroxiden, wie z. B. Dilauroylperoxid, eingesetzt.
Die Vernetzung von Polypropylen mit DEHPC zur Erzielung höherer Zugfestigkeiten und Schmelztemperaturen ist ebenfalls beschrieben.
Bis(2-ethylhexyl)peroxydicarbonat wird als PEROXAN EPC S (PERGAN GmbH), Trigonox EHPS (AkzoNobel), Luperox 223S (Arkema) und EHPC-S (United Initiators) vermarktet.